# Dan Inosanto
 (mai 2015).
Si vous disposez d'ouvrages ou d'articles de référence ou si vous connaissez des sites web de qualité traitant du thème abordé ici, merci de compléter l'article en donnant les références utiles à sa vérifiabilité et en les liant à la section « Notes et références ».
Daniel Arca Inosanto, né le 24 juillet 1936, est un artiste martial américain d'origine philippine. Il s'entraîna avec Bruce Lee lors de la création du Jeet Kune Do dont il est d'ailleurs l'un des trois étudiants directs à avoir acquis le rang d'instructeur sous Bruce Lee, ainsi que Taky Kimura et James Yimm Lee. Il est aussi l'un des deux seuls étudiants certifiés par lui en Jeet Kune Do. Le second est Ted Wong. Les deux autres instructeurs, Taky Kimura et James Yimm Lee sont eux certifiés en Jun fan gung fu et en Tao of chinese gung fu. Il vit actuellement à Los Angeles où il possède une fameuse académie d'arts martiaux. En plus d'être un pratiquant et maître de Jeet Kune Do, Dan Inosanto est une des références pour le Kali Fillipino (Art martial originaire des Philippines) caractérisé par l'emploi de bâtons, couteaux et épées (Kali Escrima) et de prises à mains nues lors des combats.
Il a joué dans le dernier film inachevé de Bruce Lee (décédé en 1973) : Le Jeu de la mort (Game of death).

## Publications
- Filipino Martial Arts as Taught by Dan Inosanto de Dan Inosanto  (ISBN 0-938676-01-6)
- Absorb What Is Useful (Jeet Kune Do Guidebook Vol 2) de Dan Inosanto  (ISBN 0-938676-03-2)
- Jeet kune do de Salem Assli et Dan Inosanto  (ISBN 2-7027-0693-2)
- Guide to Martial Arts Training With Equipment de Dan Inosanto  (ISBN 0-938676-02-4)
- Jeet Kune Do: The Art & Philosophy of Bruce Lee de Dan Inosanto  (ISBN 0-938676-00-8)
- Jeet Kune Do: Conditioning and Grappling Methods, introduction de Dan Inosanto  (ISBN 0-9531766-5-7)

## Filmographie

### Cinéma
- 1972 : Le Jeu de la mort (Game of Death) de Bruce Lee et Robert Clouse : combattant philippin
- 1981 : Skirmish de John Steven Soet
- 1981 : Le Cascadeur chinois (Long de ying zi) de Bruce Lee : (crédité sous le nom de Danny Inosanto)
- 1981 : L'Anti-gang (Sharky's Machine) de Burt Reynolds : Chin No. 1
- 1986 : Les Aventures de Jack Burton dans les griffes du Mandarin (Big Trouble in Little China) de John Carpenter : (crédité sous le nom de Daniel Inosanto)
- 1991 : Justice sauvage (Out for Justice) de John Flynn : Sticks
- 2003 : Brazilian Brawl de Leo Fong : Ruben
- 2008 : Redbelt (Ceinture rouge) de David Mamet : Joao Moro
- 2008 : Le Grand Stan (Big Stan) de Rob Schneider : Knife Guy

### Documentaires
- Life and Legend of Bruce Lee (1973)
- The Warrior Within (1976)
- Bruce Lee, the Legend (1977)
- Curse of the Dragon (1993)
- E! True Hollywood Story (Brandon Lee) (1997)
- The Path of the Dragon (1998)
- Famous Families (1999) (The Lees: Action Speaks Louder)
- Bruce Lee: A Warrior's Journey (2000)
- Bruce Lee in G.O.D.: Shibôteki yûgi (2000)
- Bruce Lee: The Immortal Dragon (2002)
- Modern Warriors (2002)
- Fight Science (2006)

### Cascade
- Le Frelon vert (1966) (fight double)
- Tueur d'élite (1975) (stunts)
- Quincy (1981) (stunts)
- Chips (1982) (Martial Arts Consultant)
- Magnum (1986) (stunt double Clyde Kusatsu )
- MacGyver (1986) (stunts)
- L'Agence tous risques (1986) (stunts)
- Ohara (1987) (stunt double Pat Morita)
- Los Angeles 2013 (Escape from L.A.) (1996) (stunts)
- Explosion imminente (2001) (stunts)
- Spartan (2004) (edged weapons advisor)
- Le Grand Stan (2007) (martial arts instructor)
- Red Belt (2010) (knife fight choreographer)
- Le Livre d'Eli (2010) (martial arts trainer)

## Étudiants notables
Dan Inosanto enseigne ses concepts et sa philosophie du Jeet Kune Do, les arts martiaux Philippins, méthode Inosanto-Lacoste en Eskrima Kali, Silat, Muay Thai, Jiu Jitsu brésilien, Shoot wrestling, mixed martial arts et d’autres arts à son école, « the Inosanto Academy of Martial Arts » située en Californie à Marina Del Rey ou lors de ses stages donnés dans les autres états ou à l’international. Il n’intervient plus en France depuis un stage qui s’est déroulé à Paris à la salle FKC de Daniel Renesson en 2003. 
- Salem Assli : premier senior full instructor français de Jeet Kune Do et en arts martiaux philippins (Kali-Eskrima-Silat) sous Dan Inosanto avec une première certification en 1986, Golden Glove de Savate, diplôme de moniteur et Gant d’argent délivrés par Bob Alix alors Directeur Technique National sans jamais avoir eu d’instructeur au préalable lors du stage annuel de l’été 1986, certifié gant d’argent 2ème degré en France dans une promotion comprenant Robert Paturel et Richard Sylla, deux fois titré en France, professeur pionnier de Boxe Française aux États-Unis, instructeur certifié par Ajarn Chai Chirisute président fondateur de la World Thai Boxing Association aux États-Unis, Auteur, Directeur Technique de l'AFJKD et Kali et représentant officiel de l’Inosanto Academy jusqu’à son décès en Novembre 2021[1].
- David Delannoy : Instructeur associé de Jeet Kune Do et Kali[2], débute la pratique avec Salem Assli lors d’un stage de l’été 1994 jusqu’en 1999 [3], enseignant à l'École Delannoy D'Arts Martiaux[4] et Directeur Technique National de la FAMA, sa propre association depuis le 8 Octobre 2000 co-fondée avec son père Claude afin de regrouper des écoles et de créer une cohésion nationale[5].La devise de l’École Delannoy d’Arts Martiaux est "Être en vie 5 min avant l’agression et l’être encore 5 min après celle-ci."[6]
- Diana Lee Inosanto : fille, l'actrice, cascadeuse, scénariste et producteur
- Ron Balicki : cascadeur, acteur, producteur
- Chai Sirisute : fondateur de l'Association de boxe thaïlandaise des États-Unis
- Richard Bustillo : martial arts instructeur et fondateur de l'Académie de la DGI à Torrance, CA
- Denzel Washington : un Academy Award-winning acteur, réalisateur, producteur
- Chuck Norris : acteur, champion d'arts martiaux
- Edgar Sulite : fondateur et créateur de Lameco Eskrima
- Larry Hartsell : défunt professeur d'arts martiaux et l'auteur
- Jeff Imada : cascadeur, acteur, chorégraphe de combat  (The Crow, la série Bourne, Iron Man 2, The Green Hornet (2011) , Hanna)
- Brandon Lee : Fils de Bruce Lee, décédé en 1993
- Forest Whitaker : Academy Award-winning acteur, producteur, réalisateur, scénariste
- Peter Nguyen : exécutif du Travail Chef instructeur, - héritage Jeet Kune Do
- Daniel Sullivan : martial arts instructeur et fondateur de OC & Kickboxing Mixed Martial Arts à Irvine, CA
- Burton Richardson : acteur, cascadeur, écrivain et fondateur de Jeet Kune Do (JKD) illimité
- Erik Paulson : Shooto champion, entraîneur de combattants de l'UFC et fondateur de lutte de soumission de combat (CSW)
- Damon Caro : acteur, coordinateur des cascades, chorégraphe de combat (Fight Club , 300, Bourne série, Watchmen)
- Paul de Thouars : créateur de Pentjak Silat Negara Bukti
- Dan Anderson : instructeur-chef des arts martiaux Anderson dans New York City
- Yorinaga Nakamura : Wrestler Bridge
- Kevin Seaman : Jeet Kune Do / Kali Instructeur complet à Syracuse, État de New York
- Philippe Gélinas : Montréal artiste martial, le mieux classé dans les arts multiples, y compris en Kajukenbo et Pekiti-Tirsia, chef de GAMMA, cofondateur des Frères chien
- Marc McFann : instructeur du propriétaire et de la tête de l'Académie McFann des arts martiaux à Fayetteville, AR. (Guro Inosanto y a fait un séminaire en Novembre 2009).
- Cass Magda : instructeur du propriétaire et directeur de l'Institut Magda en Reseda, Californie .